# Ampelmännchen
Ampelmännchen (/ˈampəlˌmɛnçən/, in italiano "omino del semaforo") è la denominazione con cui è nota la figura antropomorfa rappresentata sulle lanterne semaforiche pedonali in alcune parti della Germania (specialmente nel territorio d'origine, la ex Repubblica Democratica Tedesca).
Ideato nel 1961 dallo psicologo tedesco-orientale Karl Peglau e disegnato da Anneliese Wegner, l'Ampelmännchen è rimasto in uso anche dopo la caduta del muro di Berlino, divenendo negli anni un vero e proprio oggetto di culto e una nota d'interesse turistica.

## Storia

### Origine
Fino al 1960 nella Repubblica Democratica Tedesca i semafori avevano tutti la stessa foggia, indipendentemente dal fatto che servissero a regolare il traffico di auto, biciclette o pedoni. Nel 1961 il designer e psicologo del traffico Karl Peglau (1927-2009) fu incaricato dalla commissione per il traffico di Berlino Est di trovare una soluzione che limitasse gli incidenti tra macchine e pedoni (piuttosto frequenti, dato che tra il 1955 e il 1960 nel paese oltre 10.000 pedoni erano morti investiti). Peglau individuò il problema proprio nell'eccessiva omogeneità tra le lanterne semaforiche, unita al fatto che le luci colorate (rosso, giallo, verde) erano indecifrabili per gli utenti della strada affetti da discromatopsia; inoltre, le luci erano troppo piccole e troppo deboli in confronto con le pubblicità luminose e la luce solare. La soluzione prospettata da Peglau fu pertanto quella di realizzare segnali più grandi, luminosi, chiari e con aspetto diverso a seconda dell'utenza di riferimento.

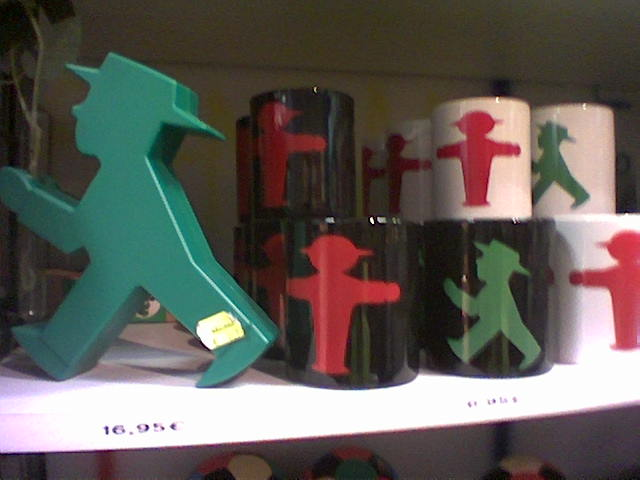
Souvenir relativi all'Ampelmännchen, in vendita nella capitale tedesca.

Peglau scelse di utilizzare la figura antropomorfa (potenzialmente comprensibile per chiunque) e forme archetipiche: per lo "stop" pensò a un omino rosso, in piedi, con lo sguardo rivolto frontalmente e braccia molto spesse allargate, a simboleggiare una barricata; per il "via libera" orientò l'omino lateralmente, colorandolo di verde, con un braccio rivolto in avanti e gambe divaricate nella posizione del passo. La luce gialla fu abbandonata in quanto ritenuta poco significativa. 
Per rendere le figure ancor più verosimili ed efficaci, Peglau consigliò anche di aggiungere agli omini il naso, le dita, le orecchie e la bocca. La prima bozza dell'omino, molto dettagliata e abbigliata con cappotto e cappello a falda larga, fu disegnata dalla sua segretaria, Anneliese Wegner. La commissione approvò il progetto, ma decise di adottare lanterne di dimensioni ridotte per limitare i costi. Ciò rese necessario rimpicciolire e semplificare la figura omettendo di disegnarne le dita, la bocca e le orecchie. Rimasero il naso, il cappotto e il cappello che pure Peglau temeva venisse rifiutato dalla commissione, in quanto da lui ritenuto allusivo alla piccola borghesia. L'altra modifica fu nella postura dell'omino del "via libera": Peglau l'aveva immaginato rivolto a destra, ma la commissione, per ragioni ideologiche, lo girò verso sinistra.

### Diffusione
Il primo semaforo pedonale con l'Ampelmännchen venne installato nel 1969 tra Unter den Linden e Friedrichstraße, riscuotendo subito successo, in quanto grazie a esso anche i daltonici, gli ipovedenti e i bambini riuscivano a comprendere più facilmente il significato dei segnali. In poco tempo la popolarità dell'omino crebbe, tanto che venne adottato in programmi televisivi didattici per insegnare la sicurezza stradale ai più piccoli, oltre a essere menzionato in programmi radiofonici e a comparire in alcuni giochi.
A seguito della riunificazione tedesca del 1990, tra i vari provvedimenti si tentò di unificare i segnali stradali alle forme tedesco-occidentali. La segnaletica della Germania dell'Est fu pertanto smantellata e sostituita, e gli Ampelmännchen non fecero eccezione. Tuttavia, molti cittadini ex tedesco-orientali iniziarono presto a chiedere che l'Ampelmännchen fosse preservato, in quanto aspetto importante della cultura della ex Germania Est; le autorità competenti concessero quindi un'ordinanza per il mantenimento delle lanterne..

## Popolarità

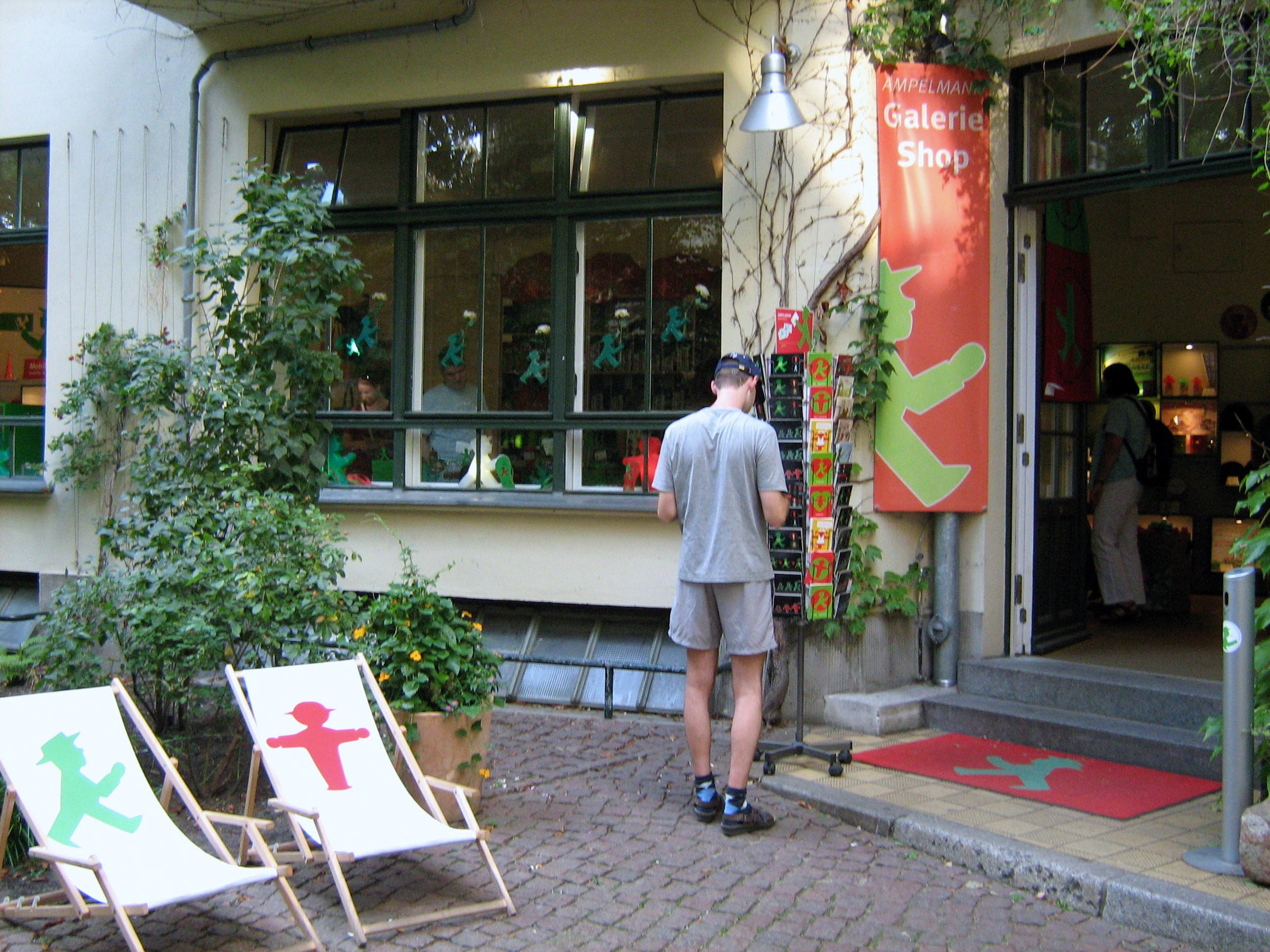
Negozio di oggettistica a Berlino, dedicato all'Ampelmännchen.

Una spinta decisiva alla popolarità dell'Ampelmännchen venne dall'iniziativa di Markus Heckhausen, un disegnatore grafico originario di Tubinga, che aveva notato il peculiare disegno dei semafori durante le sue visite a Berlino Est nel 1980. Quindici anni dopo ebbe l'idea di ritirare i semafori dismessi e di trasformarli in lampade domestiche; a tale scopo fondò la società "Ampelmann GmbH". L'intuizione ebbe un grande successo: le lampade furono vendute in gran numero e la stampa se ne interessò. Negli anni seguenti, Heckhausen ampliò la gamma di prodotti ispirati all'omino: magliette, portachiavi, caramelle gommose, biciclette, aprendo diversi negozi e un ristorante a tema.
L'Ampelmännchen è rimasto largamente diffuso nel territorio dell'ex Germania Est ed è uno dei simboli della cosiddetta Ostalgie (il fenomeno della nostalgia per la vita di tutti i giorni nella scomparsa Germania Est). Ne sono altresì nate delle varianti: tra le tante, con un ombrello in mano, oppure (come avvenuto a Zwickau, in Sassonia) in versione femminile. A partire dal 2005, inoltre, le lanterne semaforiche con l'Ampelmännchen hanno iniziato a diffondersi anche nella ex Germania Occidentale, ad esempio in quella che fu Berlino Ovest o in altre città, come Saarbrücken.